# Esselen (jezik)
Esselen (esselenski jezik), jedini član porodice esselenian, velike porodice hokan, kojim su do 20. stoljeća govorili Esselen Indijanci, pleme u području Big Sura na kalifornijskoj obali. O jeziku je malo poznato. Sačuvalo se nešto riječi koje je od jednog Ohlone Indijanca sakupio američki etnolog i jezikoslovac John Peabody Harrington (1884 – 1961):
- aha'ya ...otac
- ahur ...zub
- alaki ...tama
- amano ...četiri
- amheni ...ogrlica
- ampa ...jesti
- ami'chanax ...biljka, trava
- ami'sax ...jelen
- analexapa ...pametan
- analaisax, analai ...žaba
- anamupa ....početi
- aniwis ...neprijatelj
- anemu ...ispred
- anhilapa ...biti nesretan, tužan
- ankolo ...mrziti
- apskula! ...vidi!
- asanax ...voda
- asatsa ...dan
- ashi ...sunce
- ashiski ...žut
- ashitupxu ...zapad
- ashiyaxa ...istok
- asumpapis ...avion
- awa ....lice
- ayola ...brdo
- chaha ...dim
- chahapa ...dimiti
- chap-his ...ptica
- che'e ...majka
- chemepsha ...kit /zool./
- chichu ...vidra
- efexe, efexis ...osoba
- ehepas ...pokrivač
- ene ...ja
- etse ...piti
- exehawiki ...muž
- exenoch ...čovjek
- exepana ...dječak; sin
- exesax ...djed
- naka ...dlaka /na tijelu/
- halas ...ispod
- hamakshu ...hrana
- ha'as ...hrast
- hawi ...biti oženjen
- hawiki ...oženjena osoba
- he'ex ...vjeverica
- heleski ...bijel
- hikpa ...vidjeti
- hilapa ..biti drago
- hochis ...nos
- hoske ...nozdrile
- hummux ...vuk
- i'apa ...baka
- ichi ...sestra
- ike ...da
- imila ...more; ocean
- imilano ...zaljev
- imita ...nebo
- imitaski ...plav
- imusa ...rupa
- ipimi ...korijen
- ipisiksha ...zmija
- isanax ...vrata
- ishi ...usta
- ishka ...gavran
- ishtolo ...spavati pokraj vatre
- iti'anax ...trbuh
- itimpa ...stajati
- iwa'aha ...prozor
- iwano ...kuća
- iwis ...prijatelj
- ixai ...bor
- iya ...kost
- iyampas ...sjeme
- -k .../sufiks/, John exenoch-k (John je čovjek)
- ka'a ...duhan
- kakarush ...vrana
- kalul ...riba
- kapana ...trska; 'tule', vrsta trske
- kashiak ? ... zašto ?
- katusnax ...usnice
- kawai ...konj
- kawo ...penis
- kele ...stopalo
- kes ...ili
- kiakit ...što
- kilinai ...losos
- kinia ...tko
- klachi ...'abalone'-škojka
- kolo ...voljeti /to love/
- koloicha ...tuna (ihtiol.)
- koltala ...medvjed
- konumis ? ...koliko ?
- koso ...sjedni
- koxno ...jug
- kumal ...nož
- kumalyes ...vršak strijele
- kushe ...'mano', mlinski kamen. Mano i metate su kamen i udubljeno postolje u kojemu Indijanci udaranjem usitnjavaju kukuruz, razno sjemenje. kod Esselena na ovaj način mljeo se žir. Bio je njihova glavna 'žitarica' od kojega su namakanjem u vodi i sušenjem dobivali brašno od kojega su proizvodili pogačice. Isto su radili Indijanci Chimariko, Takelma, Pomo, Achomawi i cijeli niz kalifornijskih plemena.
- kxamakx-elenai ...četrnaest
- kxamakx-tomoila ...četrdeset
- kxamakxus ...četiri
- kxamakxus-walanai  ...devet
- kxatasax ...glava
- kxulak-elenai ..dvanaest
- kxulak-walanai ...sedam
- kxulef ...tri
- kxulep-walanai ...osam
- lach ...oni
- lai ...ovdje
- lakai ...i
- lalihesi ...starac
- lawa'ef ...jučer
- lawis ...drvo (deblo)
- lech ...mi
- lechi ...nas
- lelima ...ples; koltala lelima esselen (esselen bear dance), Medvjeđi ples (Esselen Indijanaca)
- lepa ...zvan, imenovan
- lex ...naš
- lotos ...strijela; metak
- luchmatsa ...pakao, podzemni svijet
- lushumpa ...paliti vatru
- machi ? ...tko zna ?
- machkas ...kojot
- mahiwa ...orao
- makel ...štakor
- makhalana ..sol
- mantaki ...nikada
- map ...ime
- mashapa ...danas
- masianax ...duša
- matsa ...zemlja; tlo; pod
- matsexo ...snijeg
- mawipa ...pjevati
- maxana ...krv
- maxanaski ...crven
- mech ...oblak, oblaci
- mekelepsha ...salamander
- mepxel ...tijelo
- metxi ...djed
- micha ...ti
- miskia ...možda
- mis'utu ...led
- mohoki ...mrtav
- name ...ti /u singularu/
- namoespis ...šaman
- neni ...ići
- nish ...moj
- otsoipsha ...mrav
- pakunax ...luk (za strijele)
- patama ...poglavica
- pek ...jedan
- pek-walanai ...šest
- pek-walanai-tomoila ...šezdeset
- pekmakx-tomoila ...pedeset
- peshish ...šesnaest
- pokanisi ...ležati, ići u krevet.
- poko ...spavati
- polohikpa ...sanjati
- polokoni ...skakavac
- polomo ...planina
- powapisi ...vjetar
- salewa ...dobro
- sanax ...rijeka
- shashlana ...rakun
- shefe ...kamen, stijena
- shuknash ...lula
- shuknaspa ...pušiti /duhan/
- shushu, shanasho, hushumas  ...pas
- shushu'ipsha ...morska vidra
- sutuno ...sjever
- tahawiki ...supruga
- takampa ...loviti
- takampis ...lovac
- tanoch ...žena
- tapana ...djevojka
- tomanis ...noć
- tomanis'ashi ...mjesec ('nočno sunce')
- tomoila ...deset
- toxesa ..dati
- tsekes ...koža
- tsetselkamati ...čegrtuša
- tsumir ...čempres
- tumas-achpa ...vrag
- ulax ...dva
- u'iyan ...starica

## Poveznice
Esselen

## Vanjske poveznice
- Esselen-English Dictionary  Arhivirana inačica izvorne stranice od 23. rujna 2008. (Wayback Machine)
- Esselen (14th)
- Esselen (15th)